# Alchémille fendue
Alchemilla fissa
Espèce
Classification phylogénétique
L'Alchémille fendue ou Alchémille des Pyrénées (Alchemilla fissa) est une plante herbacée de la famille des Rosacées.

## Description

### Caractéristiques
- Organes reproducteurs
  - Couleur dominante des fleurs : vert
  - Période de floraison : janvier-janvier
  - Inflorescence : glomérules
  - Sexualité : hermaphrodite
  - Pollinisation : apogame
- Graine
  - Fruit : akène
  - Dissémination : épizoochore
- Habitat et répartition
  - Habitat type : pelouses alpines climaciques chionophiles
  - Aire de répartition : orophyte alpien

Données d'après : Julve, Ph., 1998 ff. - Baseflor. Index botanique, écologique et chorologique de la flore de France. Version : 23 avril 2004.